# 870
L'870 (DCCCLXX in numeri romani) è un anno  del IX secolo.

## Eventi
Britannia
- Ai Danesi di Ivar il Disossato si uniscono i Vichinghi provenienti da Dublino di Re Olaf ed insieme assediano Dumbarton in Scozia, la capitale di Re Artgal di Stratchlyde. Dopo un assedio che dura quattro mesi, la cittadella è catturata e distrutta.
- I Danesi guidati da Halfdan Ragnarsson e Bagsecg invadono il Wessex e prendono possesso della tenuta reale di Reading (nel Berkshire), dove Halfdan sistemerá la sua sede principale. Un contingente navale Vichingo risale il Tamigi.
- 31 dicembre: La battaglia di Englefield - I Vichinghi si scontrano con l’Eldorman Æthelwulf del Berkshire. Gli invasori sono costretti a ritirarsi sino a Reading e molti dei Danesi (incluso uno degli Earl di nome Sidrac) vengono uccisi.

Europa
- 8 agosto: Trattato di Marssen - Re Ludovico II il Germanico costringe il suo fratellastro Carlo il Calvo ad accettare il trattato di pace che spartisce la parte centrale del regno franco in due aree, est ed ovest, più ampie. Luigi prende la maggior parte dell’Austrasia (in antica lingua franca Oster-rike), che poi diventerá il regno della Germania, e Carlo riceve il territorio della bassa Borgogna, che diventerá invece il regno di Francia. La maggior parte della costa franca resta sotto il controllo Vichingo.
- Carlo il Calvo sposa Richilde di Provenza dopo la morte della sua prima moglie, Ermentrude d’Orleans. Così facendo è sua intenzione consolidare il suo potere sulla Lotaringia attraverso l’importante famiglia dei Bosonidi e la connessione con Teutberga, la regina vedova di re Lotario II.
- Ratislav, a capo (o knyaz) della Grande Moravia, muore mentre è in prigione dopo essere stato condannato a morte per tradimento da Luigi il Germanico. A lui succede il nipote Svatopluk I, che diventa vassallo del regno Franco dell’Est.
- Bořivoj I, duca di Bohemia, rende Levý Hradec (nella moderna Repubblica Ceca) la sua residenza. Intorno a questo periodo il Castello di Praga fu fondato.
- Wilfred il Peloso, un nobile franco, diventa conte di Urgell e Cerdanya (la Catalogna moderna).
- Prima colonizzazione dell'Islanda per opera di Ingólfur Arnarson.

Impero arabo-islamico
- 29 gennaio: Anarchia di Samarra - Il ribelle Salih ibn Wasif viene catturato ed ucciso nella Samarra abbaside dalle truppe di Musa ibn Bugha al-Kabir.
- 21 giugno: Il Califfo al-Muhtadi viene deposto ed ucciso dai Turchi dopo un breve regime. A succedergli è al-Mu'tamid (figlio del defunto al-Mutawakkil) come capo del califfato abbaside, sarà lui a spostare la corte a Baghdad. Così finisce l’"Anarchia di Samarra".
- La guerra Arabo-Bizantina - Un gruppo di guerrieri musulmani guidati da Halaf al-Hadim, il governatore arabo della Sicilia, conquista Malta. Viene accolto dagli abitanti cristiani locali come un liberatore dal declinante giogo bizantino, tuttavia gli invasori musulmani saccheggiano l’isola, distruggendo gli edifici più importanti.
- La ribellione Zanj - Gli Zanj (schiavi neri dall’Africa dell’Est) prendono possesso del porto di mare abbaside di al-Ubulla sul Golfo Persico e tagliano ogni contatto con Bassora (nel moderno Iraq).

## Nati
- Al-Farabi, filosofo († 950)
- Romano I Lecapeno, imperatore bizantino († 948)

## Morti
- 4 febbraio - Ceolnoth, arcivescovo anglosassone
- 21 giugno - Al-Muhtadi, arabo
- 1º settembre - Bukhari (n. 810)
- 27 dicembre - Enea di Parigi, vescovo e teologo francese
- Cesario Console, militare italiano
- Gregorio III di Napoli, nobile italiano
- Ingeltrude, nobile franca
- Michele I di Alessandria, arcivescovo ortodosso egiziano
- Otgerio, conte
- Rastislav di Moravia, sovrano
- Vandalberto di Prüm, teologo e poeta tedesco (n. 813)
- Muslim ibn al-Hajjaj, giurista arabo (n. 817)
- Ali ibn Rabban al-Tabari, medico persiano (n. 838)

## Calendario
| Calendario 870 | Calendario 870 | Calendario 870 | Calendario 870 | Calendario 870 | Calendario 870 | Calendario 870 | Calendario 870 | Calendario 870 | Calendario 870 | Calendario 870 | Calendario 870 | Calendario 870 | Calendario 870 | Calendario 870 | Calendario 870 | Calendario 870 | Calendario 870 | Calendario 870 | Calendario 870 | Calendario 870 | Calendario 870 | Calendario 870 | Calendario 870 | Calendario 870 | Calendario 870 | Calendario 870 | Calendario 870 | Calendario 870 | Calendario 870 | Calendario 870 | Calendario 870 | Calendario 870 |
| -------------- | -------------- | -------------- | -------------- | -------------- | -------------- | -------------- | -------------- | -------------- | -------------- | -------------- | -------------- | -------------- | -------------- | -------------- | -------------- | -------------- | -------------- | -------------- | -------------- | -------------- | -------------- | -------------- | -------------- | -------------- | -------------- | -------------- | -------------- | -------------- | -------------- | -------------- | -------------- | -------------- |
|                | 1              | 2              | 3              | 4              | 5              | 6              | 7              | 8              | 9              | 10             | 11             | 12             | 13             | 14             | 15             | 16             | 17             | 18             | 19             | 20             | 21             | 22             | 23             | 24             | 25             | 26             | 27             | 28             | 29             | 30             | 31             |                |
| Gennaio        | Do             | Lu             | Ma             | Me             | Gi             | Ve             | Sa             | Do             | Lu             | Ma             | Me             | Gi             | Ve             | Sa             | Do             | Lu             | Ma             | Me             | Gi             | Ve             | Sa             | Do             | Lu             | Ma             | Me             | Gi             | Ve             | Sa             | Do             | Lu             | Ma             |                |
| Febbraio       | Me             | Gi             | Ve             | Sa             | Do             | Lu             | Ma             | Me             | Gi             | Ve             | Sa             | Do             | Lu             | Ma             | Me             | Gi             | Ve             | Sa             | Do             | Lu             | Ma             | Me             | Gi             | Ve             | Sa             | Do             | Lu             | Ma             |                |                |                |                |
| Marzo          | Me             | Gi             | Ve             | Sa             | Do             | Lu             | Ma             | Me             | Gi             | Ve             | Sa             | Do             | Lu             | Ma             | Me             | Gi             | Ve             | Sa             | Do             | Lu             | Ma             | Me             | Gi             | Ve             | Sa             | Do             | Lu             | Ma             | Me             | Gi             | Ve             |                |
| Aprile         | Sa             | Do             | Lu             | Ma             | Me             | Gi             | Ve             | Sa             | Do             | Lu             | Ma             | Me             | Gi             | Ve             | Sa             | Do             | Lu             | Ma             | Me             | Gi             | Ve             | Sa             | Do             | Lu             | Ma             | Me             | Gi             | Ve             | Sa             | Do             |                |                |
| Maggio         | Lu             | Ma             | Me             | Gi             | Ve             | Sa             | Do             | Lu             | Ma             | Me             | Gi             | Ve             | Sa             | Do             | Lu             | Ma             | Me             | Gi             | Ve             | Sa             | Do             | Lu             | Ma             | Me             | Gi             | Ve             | Sa             | Do             | Lu             | Ma             | Me             |                |
| Giugno         | Gi             | Ve             | Sa             | Do             | Lu             | Ma             | Me             | Gi             | Ve             | Sa             | Do             | Lu             | Ma             | Me             | Gi             | Ve             | Sa             | Do             | Lu             | Ma             | Me             | Gi             | Ve             | Sa             | Do             | Lu             | Ma             | Me             | Gi             | Ve             |                |                |
| Luglio         | Sa             | Do             | Lu             | Ma             | Me             | Gi             | Ve             | Sa             | Do             | Lu             | Ma             | Me             | Gi             | Ve             | Sa             | Do             | Lu             | Ma             | Me             | Gi             | Ve             | Sa             | Do             | Lu             | Ma             | Me             | Gi             | Ve             | Sa             | Do             | Lu             |                |
| Agosto         | Ma             | Me             | Gi             | Ve             | Sa             | Do             | Lu             | Ma             | Me             | Gi             | Ve             | Sa             | Do             | Lu             | Ma             | Me             | Gi             | Ve             | Sa             | Do             | Lu             | Ma             | Me             | Gi             | Ve             | Sa             | Do             | Lu             | Ma             | Me             | Gi             |                |
| Settembre      | Ve             | Sa             | Do             | Lu             | Ma             | Me             | Gi             | Ve             | Sa             | Do             | Lu             | Ma             | Me             | Gi             | Ve             | Sa             | Do             | Lu             | Ma             | Me             | Gi             | Ve             | Sa             | Do             | Lu             | Ma             | Me             | Gi             | Ve             | Sa             |                |                |
| Ottobre        | Do             | Lu             | Ma             | Me             | Gi             | Ve             | Sa             | Do             | Lu             | Ma             | Me             | Gi             | Ve             | Sa             | Do             | Lu             | Ma             | Me             | Gi             | Ve             | Sa             | Do             | Lu             | Ma             | Me             | Gi             | Ve             | Sa             | Do             | Lu             | Ma             |                |
| Novembre       | Me             | Gi             | Ve             | Sa             | Do             | Lu             | Ma             | Me             | Gi             | Ve             | Sa             | Do             | Lu             | Ma             | Me             | Gi             | Ve             | Sa             | Do             | Lu             | Ma             | Me             | Gi             | Ve             | Sa             | Do             | Lu             | Ma             | Me             | Gi             |                |                |
| Dicembre       | Ve             | Sa             | Do             | Lu             | Ma             | Me             | Gi             | Ve             | Sa             | Do             | Lu             | Ma             | Me             | Gi             | Ve             | Sa             | Do             | Lu             | Ma             | Me             | Gi             | Ve             | Sa             | Do             | Lu             | Ma             | Me             | Gi             | Ve             | Sa             | Do             |                |